# Víctor Casadesús
Víctor Manuel Casadesús Castaño (El Arenal, Baleares, 28 de febrero de 1985) es un futbolista español que juega como delantero.

## Trayectoria
Se formó en las categorías inferiores del R. C. D. Mallorca. En la temporada 2004-05 el primer equipo estaba al borde del descenso, cuando entonces el entrenador del equipo Héctor Cúper decidió confiar en él para salvarlo. Marcó tres goles en las últimas jornadas y el R. C. D. Mallorca logró la permanencia. Gracias a esto se ganó el cariño de la afición y en la siguiente temporada dio el salto al primer equipo, siendo el delantero que más minutos disputó durante la temporada y anotando cinco goles. En la temporada 2006-07 continuó siendo una pieza clave para el equipo interviniendo en todos los partidos de liga, en dieciocho como titular y veinte como suplente.
En la campaña 2007-08 perdió protagonismo, disfrutando de menos minutos en el equipo y optó por marcharse cedido a la Real Sociedad durante la segunda mitad de la campaña.
En la campaña 2008-09 militó en las filas del Gimnàstic de Tarragona. Tras las dos cesiones regresó Mallorca ya como un delantero más maduro y con mucho más rodaje.
Su exentrenador durante dos años en Mallorca Joaquín Caparrós, y por aquel entonces en el Levante U. D., hicieron que se acabara marchando al club granota. Tras lograr el ascenso a Primera División, en el verano de 2017 fichó por el C. D. Tenerife.
El 9 de julio de 2018 se confirmó su fichaje por la A. D. Alcorcón.
El 2 de septiembre de 2019 se confirmó su fichaje por el Fútbol Club Andorra. Tras dos años en el equipo del Principado, se quedó allí y en septiembre de 2021 firmó con el Inter Club d'Escaldes. Un año después se unió al Atlètic Club d'Escaldes.

## Clubes
Actualizado al último partido jugado el 9 de mayo de 2021.
| Club                         | País    | Año       | Partidos | Goles |
| ---------------------------- | ------- | --------- | -------- | ----- |
| R. C. D. Mallorca "B"        | España  | 2003-2004 | 50       | 19    |
| R. C. D. Mallorca            | España  | 2004-2007 | 91       | 14    |
| Real Sociedad (cedido)       | España  | 2008      | 19       | 6     |
| Nàstic de Tarragona (cedido) | España  | 2008-2009 | 37       | 14    |
| R. C. D. Mallorca            | España  | 2009-2014 | 146      | 32    |
| Levante U. D.                | España  | 2014-2017 | 98       | 14    |
| C. D. Tenerife               | España  | 2017-2018 | 32       | 10    |
| A. D. Alcorcón               | España  | 2018-2019 | 26       | 2     |
| F. C. Andorra                | Andorra | 2019-2021 | 49       | 10    |
| Inter Club d'Escaldes        | Andorra | 2021-2022 |          |       |
| Atlètic Club d'Escaldes      | Andorra | 2022-2023 |          |       |

## Palmarés

### Títulos nacionales
| Título                      | Club                    | País    | Año  |
| --------------------------- | ----------------------- | ------- | ---- |
| Supercopa de Andorra        | Inter Club d'Escaldes   | Andorra | 2021 |
| Primera División de Andorra | Inter Club d'Escaldes   | Andorra | 2022 |
| Primera División de Andorra | Atlètic Club d'Escaldes | Andorra | 2023 |

### Títulos internacionales
| Título          | Club          | País  | Año  |
| --------------- | ------------- | ----- | ---- |
| Eurocopa Sub-19 | España sub-19 | Suiza | 2004 |